# Olli Remes
Olavi „Olli” Remes (ur. 8 września 1909 w Iisalmi, zm. 31 grudnia 1942 w Krivi) – fiński biegacz narciarski i żołnierz, brązowy medalista mistrzostw świata.

## Kariera
W 1936 roku wystartował w pokazowej dyscyplinie patrolu wojskowego podczas igrzysk olimpijskich w Garmisch-Partenkirchen. Drużyna fińska w składzie: Eino Kuvaja, Olli Remes, Kalle Arantola i Olli Huttunen zajęła tam drugie miejsce.
W 1934 roku wystartował na mistrzostwach świata w Sollefteå. Osiągnął tam największy sukces w swojej karierze zdobywając brązowy medal w biegu na 50 km techniką klasyczną, ulegając jedynie dwóm Szwedom: zwycięzcy Elisowi Wiklundowi oraz drugiemu na mecie Nilsowi-Joelowi Englundowi. Na tych samych mistrzostwach zajął 15. miejsce w biegu na 18 km.
Zginął 31 grudnia 1942 roku w walkach z Armią Czerwoną podczas wojny kontynuacyjnej w miejscowości Krivi we wschodniej Karelii.

## Osiągnięcia

### Mistrzostwa świata
| Miejsce | Dzień     | Rok  | Miejscowość | Konkurencja             | Czas biegu | Strata | Zwycięzca        |
| ------- | --------- | ---- | ----------- | ----------------------- | ---------- | ------ | ---------------- |
| 10.     | 28 lutego | 1930 | Oslo        | 17 km stylem klasycznym | 1:19:58    | +2:55  | Arne Rustadstuen |
| 15.     | 22 lutego | 1934 | Sollefteå   | 18 km stylem klasycznym | 1:04:29    | +3:34  | Sulo Nurmela     |
| 3.      | 24 lutego | 1934 | Sollefteå   | 50 km stylem klasycznym | 4:06:43    | +1:22  | Elis Wiklund     |